# Sematophyllum rubricaule
Sematophyllum rubricaule là một loài rêu trong họ Sematophyllaceae. Loài này được (Besch.) Cardot mô tả khoa học đầu tiên năm 1915.